# Орманли
 Тази статия е за селото в Северна Македония.  За селото в Сярско вижте Орманли (дем Долна Джумая).  За селото в Драмско вижте Орманли (дем Драма).
Орманли (на македонска литературна норма: Орманли) е село в община Струмица на Северна Македония.

## География
Селото е разположено високо в Беласица, южно от Струмица.

## История
През XIX век селото е чисто турско. В „Етнография на вилаетите Адрианопол, Монастир и Салоника“, издадена в Константинопол в 1878 година и отразяваща статистиката на населението от 1873 година, Орманли е посочено като село със 115 домакинства, като жителите му са 225 турци. Според статистиката на Васил Кънчов („Македония. Етнография и статистика“) от 1900 година селото е населявано от 500 жители, всички турци.
След Междусъюзническата война в 1913 година селото попада в Сърбия. Според Димитър Гаджанов в 1916 година в Орманлии живеят 125 турци.
Според преброяването от 2002 година Орманли има 34 жители, всички турци.
Според данните от преброяването през 2021 г. Орманли има 7 жители, всички турци.

## Личности
Починали в Орманли
- Иван Атанасов Николчев, български военен деец, запасен капитан, загинал през Първата световна война[7]
- Пенчо Хаджипетров, български военен деец, подпоручик, загинал през Първата световна война[8]